# Anomalisa
Pour plus de détails, voir Fiche technique et Distribution.
Anomalisa est un film américain en stop motion réalisé par Duke Johnson et Charlie Kaufman en 2015.

## Synopsis
En apparence, Michael Stone est un modèle de réussite. Britannique émigré, mari et père, il est l’auteur respecté de Comment puis-je vous aider à les aider ? et doit intervenir dans un congrès de professionnels des services clients à Cincinnati. Pourtant, c'est un homme sclérosé par la banalité de sa vie. Alors que cette monotonie le ronge, il entrevoit la possibilité d’échapper à son désespoir grâce à Lisa, représentante de pâtisseries semble-t-il banale, mais qui pourrait être l’amour de sa vie.

## Fiche technique
Sauf indication contraire, les informations mentionnées dans cette section peuvent être confirmées par la base de données cinématographiques IMDb,  présente dans la section « Liens externes ».
- Titre original  : Anomalisa

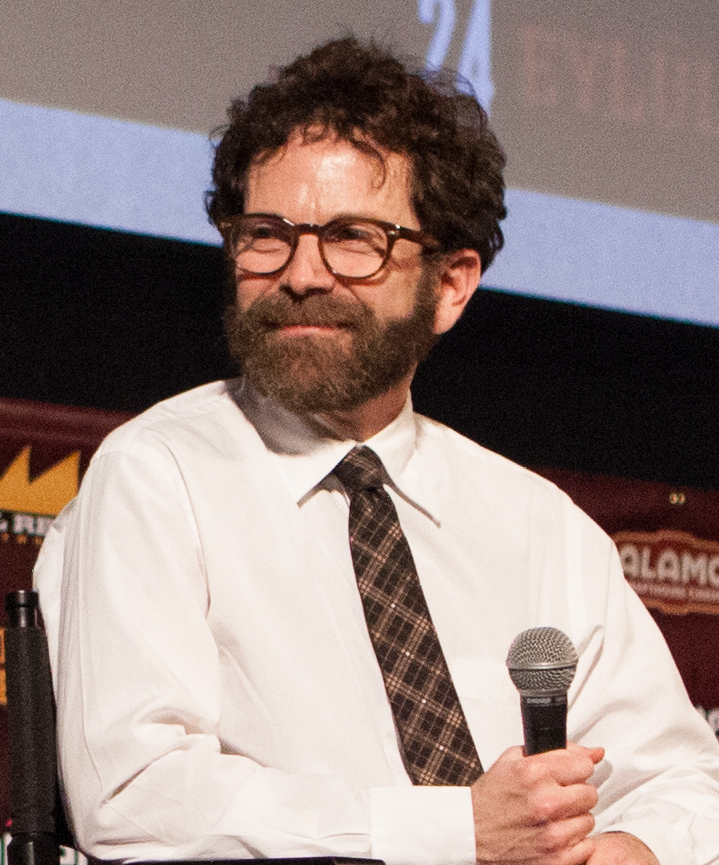
Charlie Kaufman au Fantastic Fest en 2015 pour la présentation dAnomalisa.

- Charlie Kaufman au Fantastic Fest en 2015 pour la présentation d'Anomalisa.Réalisation : Duke Johnson et Charlie Kaufman
- Duke Johnson au Fantastic Fest en 2015.Scénario : Charlie Kaufman
- Musique  : Carter Burwell
- Photographie  : Joe Passarelli
- Montage  : Garret Elkins
- Costumes  : Susan Donym

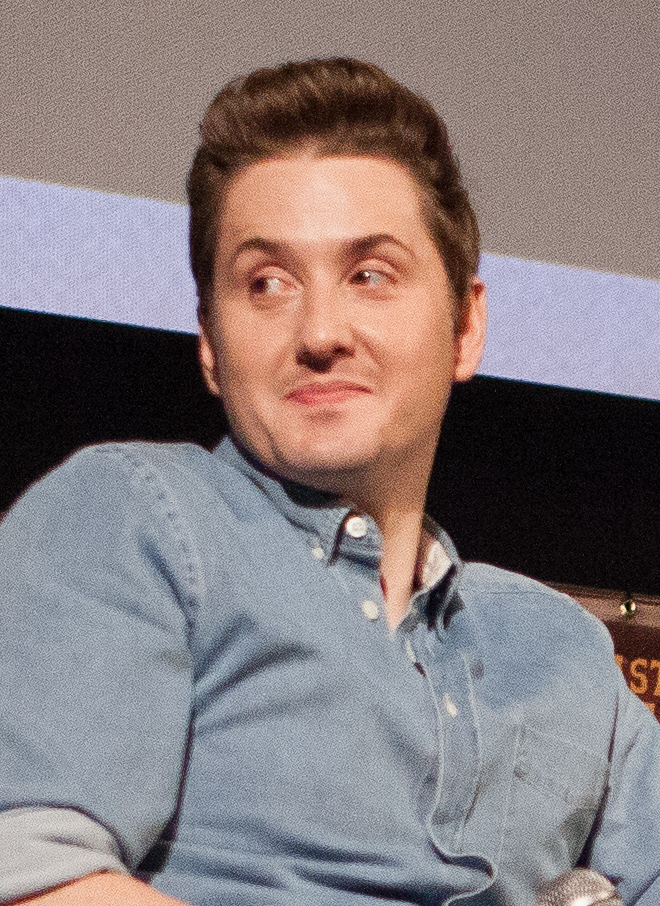
Duke Johnson au Fantastic Fest en 2015.

- Sociétés de production  : Paramount Pictures et Starburns Industries
- Pays de production :  États-Unis
- Budget  : 8 millions de dollars
- Langue originale  : anglais
- Format : couleur - 2.35 : 1
- Genre  : Film d'animation
- Durée  : 90 minutes
- Dates de sortie  :
  - États-Unis : 4 septembre 2015
  - France : 3 février 2016

## Distribution
- Jennifer Jason Leigh (VF : Nathalie Homs) : Lisa
- David Thewlis (VF : Gérard Darier) : Michael
- Tom Noonan (VF : Bernard Bollet) : Les autres voix

## Distinctions

### Récompenses
- Mostra de Venise 2015 : Grand prix du jury

### Nominations
- Golden Globes 2016 : meilleur film d'animation
- Oscars 2016 : Meilleur film d'animation

## Autour du film
- Michael, le personnage central du film, est atteint du syndrome de Fregoli, un trouble psychologique qui fait que la personne qui en souffre suspecte qu'un autre individu se déguise en plusieurs personnes pour chercher à lui nuire. Charlie Kaufman a d'ailleurs utilisé le pseudonyme Francis Fregoli pour écrire la pièce dont le film est tiré. L'hôtel qui se trouve dans le film porte également le nom de Fregoli[1].
- Une des particularités du film se trouve dans les visages des personnages. Comme dans beaucoup de films en stop-motion, les deux réalisateurs ont utilisé des plaques amovibles pour déterminer les expressions faciales des personnages. Mais, contrairement aux autres films, ils ont décidé de garder les "coutures" apparentes et de ne pas les effacer numériquement. Un choix qui peut paraître étonnant mais qui rentre clairement dans la démarche introspective des deux auteurs[2].